# 野云沟
野云沟，位于中华人民共和国新疆维吾尔自治区巴音郭楞蒙古自治州轮台县东北部的一条河流，发源于天山支脉霍拉山西端南坡，先由西北向东南流，于克音勒克阿恰勒转西南流，约7千米后出山口，经山口渠首向野云沟绿洲灌区引水，余水沿河床分两支而下，穿南疆铁路、314国道和野云沟灌区后，在灌区南部呈散流状，形成湿地，最后耗散于塔里木河左岸荒漠中。山口以上河长37千米，流域面积369平方千米，年均径流量约0.254亿立方米。